# Sindaci di Fossombrone
Elenco dei sindaci di Fossombrone, dal 1861 al 1951 e poi dal 1988 ad oggi.

## Cronotassi
| Periodo          | Periodo          | Primo cittadino                         | Partito                                     | Carica                                   | Note  |
| ---------------- | ---------------- | --------------------------------------- | ------------------------------------------- | ---------------------------------------- | ----- |
| 1861             | 1864             | Medoro Fabri-Nizzica                    |                                             | Sindaco                                  |       |
| 1864             | gennaio 1869     | conte Lattanzio Lattanzi                |                                             | Sindaco                                  |       |
| gennaio 1869     | gennaio 1870     | Giuseppe Mauruzi, conte della Stacciola |                                             | Prosindaco                               |       |
| gennaio 1870     | ottobre 1872     | Pietro Ricciarini                       |                                             | Sindaco                                  |       |
| ottobre 1872     | dicembre 1888    | Getulio Morelli                         |                                             | Sindaco                                  |       |
| dicembre 1888    | 1890             | Ambrogio Ambrogi                        |                                             | Prosindaco                               |       |
| 1890             | ottobre 1891     | avv. Giuseppe Grossi                    |                                             | Prosindaco                               |       |
| ottobre 1891     | luglio 1895      | Ercole Sanchini                         |                                             | Sindaco                                  |       |
| luglio 1895      | maggio 1901      | Andrea Chiavarelli                      |                                             | Sindaco                                  |       |
| maggio 1901      | ottobre 1902     | Davide Giungi                           |                                             | Sindaco                                  |       |
| ottobre 1902     | dicembre 1909    | ing. Vinnaco Pallucchini                |                                             | Sindaco                                  |       |
| dicembre 1909    | aprile 1910      | rag. Montuosi                           |                                             | Commissario prefettizio                  |       |
| aprile 1910      | maggio 1910      | dott. Antonio Abate di Lungarni         |                                             | Commissario prefettizio                  |       |
| maggio 1910      | settembre 1910   | dott. Antonio Abate di Lungarni         |                                             | Regio commissario                        |       |
| settembre 1910   | settembre 1912   | Ermanno Emanuelli                       |                                             | Sindaco                                  |       |
| settembre 1912   | ottobre 1913     | Gaetano Ceppetelli                      |                                             | Prosindaco                               |       |
| novembre 1913    | maggio 1914      | avv. Giuseppe Grossi                    |                                             | Sindaco facente funzioni                 |       |
| maggio 1914      | novembre 1914    | dott. Luigi Boccioni                    |                                             | Regio commissario                        |       |
| novembre 1914    | settembre 1919   | ing. Vinnaco Pallucchini                |                                             | Prosindaco                               |       |
| settembre 1919   | novembre 1920    | cav. Dionigi Bellani                    |                                             | Commissario straordinario                |       |
| novembre 1920    | agosto 1922      | Raffaele Sassi                          |                                             | Sindaco                                  |       |
| agosto 1922      | dicembre 1922    | cav. uff. Filippo De Matteis            |                                             | Commissario prefettizio                  |       |
| gennaio 1923     | aprile 1923      | cav. uff. conte Renato Fabri            |                                             | Commissario prefettizio                  |       |
| aprile 1923      | luglio 1926      | Ulderico Carloni                        |                                             | Sindaco                                  |       |
| luglio 1926      | gennaio 1927     | rag. Umberto Meschini                   |                                             | Commissario prefettizio                  |       |
| febbraio 1927    | settembre 1927   | comm. Vincenzo Mauro                    |                                             | Commissario prefettizio                  |       |
| settembre 1927   | 1929             | avv. cav. Gianbattista Mazzarisi        |                                             | Commissario prefettizio facente funzioni |       |
| 1929             | maggio 1929      | dott. Giovanni Biondi                   |                                             | Commissario prefettizio                  |       |
| maggio 1929      | luglio 1931      | Paolo Serafini                          |                                             | Podestà                                  |       |
| luglio 1931      | agosto 1931      | Paolo Serafini                          |                                             | Commissario prefettizio                  |       |
| agosto 1931      | aprile 1932      | Paolo Serafini                          |                                             | Podestà                                  |       |
| aprile 1932      | novembre 1933    | cav. uff. Aroldo Rossi                  |                                             | Commissario prefettizio                  |       |
| novembre 1933    | dicembre 1933    | dott. Luigi Raymondi                    |                                             | Commissario prefettizio                  |       |
| dicembre 1933    | settembre 1937   | dott. Luigi Raymondi                    |                                             | Podestà                                  |       |
| settembre 1937   | ottobre 1937     | maestro Ladino Bartolomeoli             |                                             | Commissario prefettizio                  |       |
| ottobre 1937     | luglio 1938      | dott. Luigi Raymondi                    |                                             | Podestà                                  |       |
| luglio 1938      | marzo 1939       | ing. Getulio Emanuelli                  |                                             | Commissario prefettizio                  |       |
| marzo 1939       | luglio 1944      | ing. Getulio Emanuelli                  |                                             | Podestà                                  |       |
| agosto 1944      | agosto 1944      | comm. Domenico Bacchiocchi              |                                             | Commissario prefettizio                  |       |
| settembre 1944   | 1951             | ing. Zeno Cresci                        |                                             | Sindaco                                  |       |
|                  |                  |                                         |                                             | Sindaco                                  |       |
| 10 ottobre 1988  | 1º luglio 1990   | Giorgio Sanchioni                       | Partito Comunista Italiano                  | Sindaco                                  |       |
| 2 luglio 1990    | 21 maggio 1992   | Antonio Bresciani                       | Democrazia Cristiana                        | Sindaco                                  |       |
| 10 luglio 1992   | 30 marzo 1993    | Massimo Binotti                         | Partito Democratico della Sinistra          | Sindaco                                  |       |
| 2 giugno 1993    | 21 novembre 1993 | Paolo De Biagi                          |                                             | Commissario prefettizio                  |       |
| 22 novembre 1993 | 16 novembre 1997 | Massimo Binotti                         | Partito Democratico della Sinistra          | Sindaco                                  |       |
| 17 novembre 1997 | 16 luglio 1998   | Anna Rosa Ercolani in Bruciati Mietti   | Centro                                      | Sindaca                                  |       |
| 17 luglio 1998   | 29 novembre 1998 | Paolo De Biagi                          |                                             | Commissario prefettizio                  |       |
| 30 novembre 1998 | 25 maggio 2003   | Massimo Binotti                         | Democratici di Sinistra                     | Sindaco                                  |       |
| 26 maggio 2003   | 25 maggio 2005   | Marcello Conti                          | Centro-sinistra                             | Sindaco                                  |       |
| 25 maggio 2005   | 28 maggio 2006   | Maurizio Pelagaggia                     | Democratici di Sinistra                     | Vicesindaco - Sindaco facente funzioni   |       |
| 29 maggio 2006   | 15 maggio 2011   | Maurizio Pelagaggia                     | Democratici di Sinistra Partito Democratico | Sindaco                                  |       |
| 16 maggio 2011   | 5 giugno 2016    | Maurizio Pelagaggia                     | Partito Democratico                         | Sindaco                                  |       |
| 6 giugno 2016    | 4 ottobre 2021   | Gabriele Bonci                          | Movimento 5 Stelle                          | Sindaco                                  | [ 5 ] |
| 4 ottobre 2021   | in carica        | Massimo Berloni                         | Lista civica                                | Sindaco                                  |       |